# 建石町 (池田市)
建石町（たていしちょう）は、大阪府池田市にある地名である。丁番をもたない単独町名である。郵便番号は 563-0053 である。当地域の人口は、2017年12月末時点で 1,184 人である（池田市市民生活部総合窓口課の資料による）。面積は、2018年3月末時点で 0.100 平方キロメートルである（池田市市長公室広聴文書課の資料による）。

## 地理
池田市の西部に位置する。北は、綾羽二丁目、五月丘五丁目と接しており、東は、五月丘二丁目、上池田一丁目と接している。南は、大和町と接しており、西は、栄本町、城山町と接している。当地域は、池田市立池田小学校または池田市立五月丘小学校、および池田市立池田中学校または池田市立渋谷中学校の校区に含まれる。当地域の北端を大阪府道9号箕面池田線が通っている。

## 歴史
1697年（元禄10年）の『池田村絵図』によると、当地域は「立石町」と表記されており、中心付近を能勢街道が横断している。およそ 70 センチメートルほどの高さをもつ石の道標が、史跡「星の宮」の前に立っており、このことが地名の由来になっているとする説がある。1857年（安政4年）の『池田村絵図』においても「立石町」と表記されている。1910年（明治43年）、私立池田回生病院が設立される。1927年（昭和2年）、池田土木事務所が豊能郡役所に設置される。1937年（昭和12年）、小林一三の邸宅「雅俗山荘」が完成される。

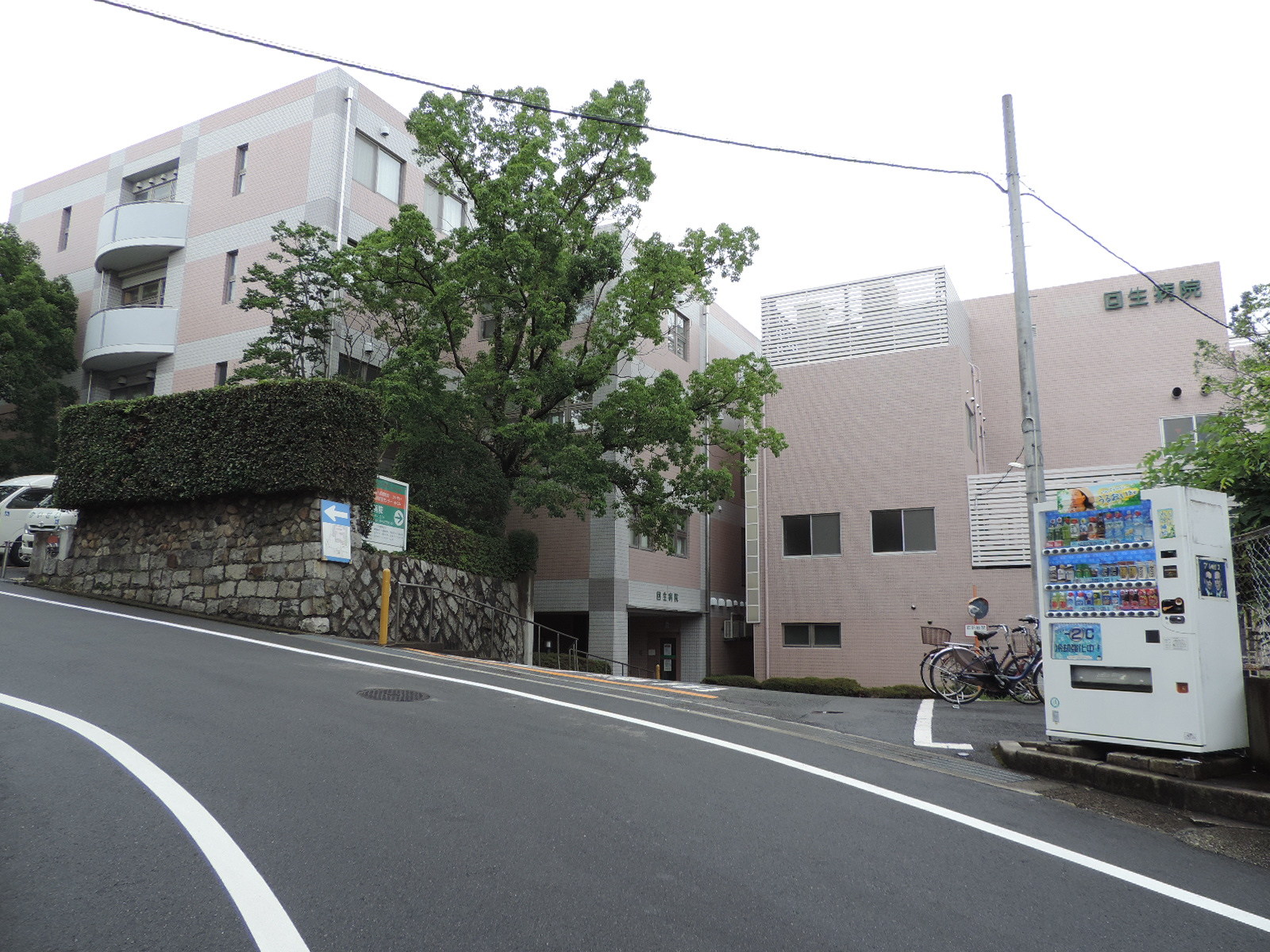
池田回生病院

1944年（昭和19年）4月、町域の変更が行われ、それまでの建石町に周辺の小字の区域が編入され、新たに建石町が制定された。当時の町域には、現在、横岡公園や池田市立五月丘小学校がある場所も含まれていた。1962年（昭和37年）、建石町の一部が、五月丘二丁目、四丁目、五丁目に変更される。1970年（昭和45年）3月1日、建石町の全域および大和町、上池田町、五月丘二丁目の一部が、建石町に変更される。2009年（平成21年）8月7日、雅俗山荘、即庵、費隠、長屋門および塀が、国の登録有形文化財（建造物）に登録される。2010年（平成22年）、小林一三記念館が開館される。

## 施設
- 特別養護老人ホーム ほほえみの園[2]
- 小林一三記念館[2]
- 池田回生病院[3]
- 建石町会館[3]
- 福助堂[17]